# Муса ібн Сулайман
Муса ібн Сулайман (*д/н–1682) — султан Дарфуру в 1637—1682 роках (за іншою хронологією у 1702—1715 роках). Започаткував практику роздачі землі своїм родичам у володіння.

## Життєпис
Походив з династії Кейра. Син султана Сулаймана. Посів трон 1637 року. Намагався продовжити загарбницьку політику попередника, але декілька його походів проти султанату Гімрі не мали успіху. Це викликало невдоволення знаті, з чого скористався родич мухаммад булад, який повалив Мусу, але той зумів повернутися на трон 1642 (або 1645) року.
У середині 1650-х років у війні з Баді II, макком Сеннару, зазнав поразки, в результаті чого визнав зверхність останнього та погодився сплачувати данину. Відтоді панування було спокійним усередині та мирним щодо сусідів Дарфуру. З 1670 року першим став роздавати земельні володіння: спочатку родичам (насамперед синам та донькам), а потім вищій знаті фор. Цим було закладено новий рівень соціально-економічних відносин.
Помер султан Муса 1682 року. Йому спадкував молодший син Ахмад Бакр.